# Notoaeschna sagittata
Notoaeschna sagittata – gatunek ważki z rodziny żagnicowatych (Aeshnidae). Występuje w południowo-wschodniej Australii – w stanach Nowa Południowa Walia i Wiktoria.
Gatunek ten opisał René Martin w 1901 roku w oparciu o okazy samców odłowione w stanie Wiktoria i samicę z Nowej Południowej Walii. Opis samicy na pewno nie dotyczył typowej przedstawicielki tego gatunku (wydaje się, że pomieszano cechy osobników różnych rodzajów i płci); poprawny opis samicy opublikował Martin w 1909 roku. Osobniki ze wschodniej Australii, uznawane dawniej za odmianę N. sagittata „var. geminata”, okazały się przedstawicielami osobnego, opisanego w 1982 roku gatunku N. geminata.